# アスコット・タイ

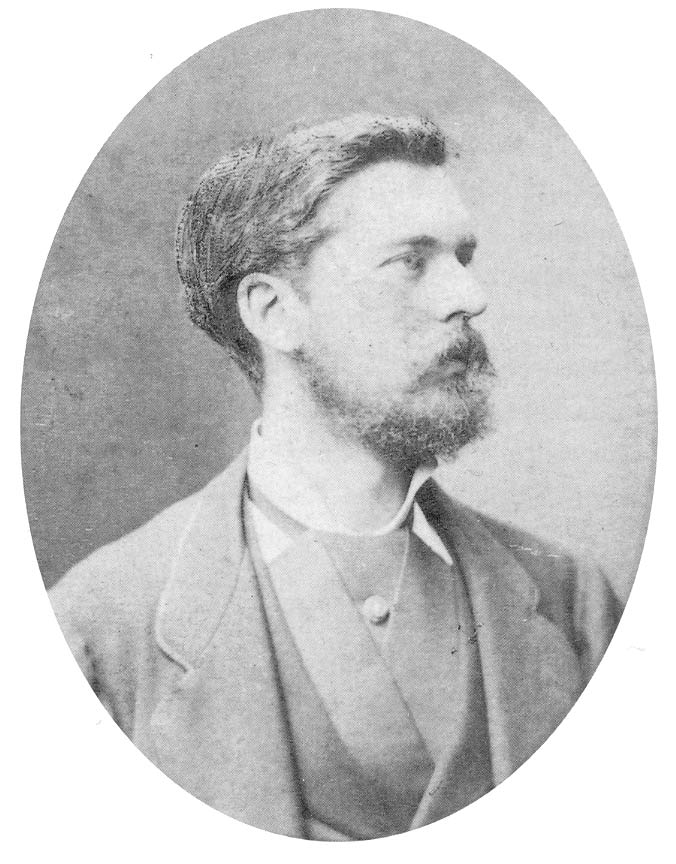
ジョン・シンガー・サージェント。1880年

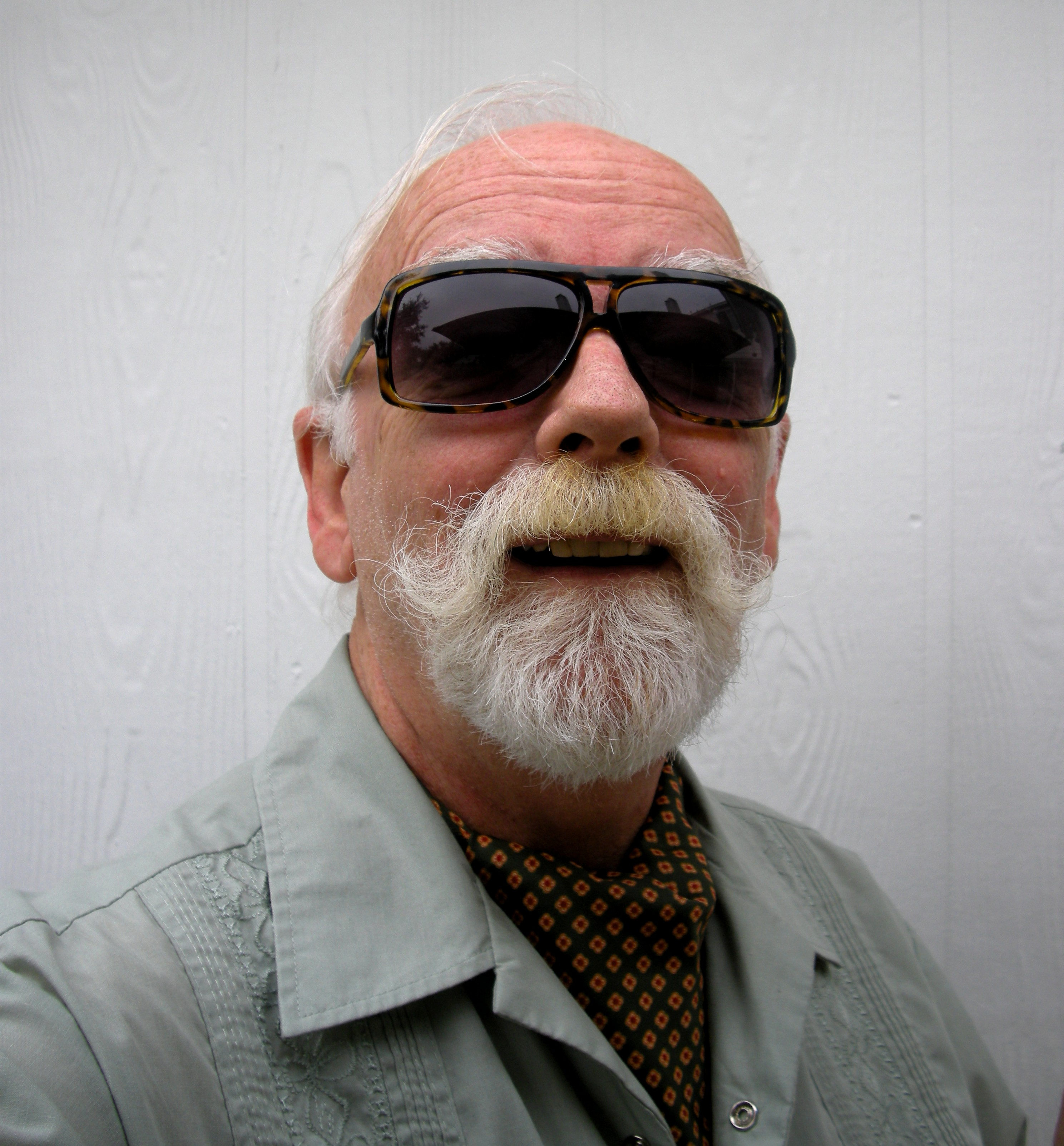
アスコットスカーフ

アスコット・タイ（Ascot tie）とは、フロックコートやモーニングコートの昼間の男性の第一礼装に用いる幅広の蝉型ネクタイである。素材はスピットルフィールドなる厚手の紋織絹が用いられ、無地もある。自分で結ぶ物が普通だが、結び切りの物もある。モードとしてのアスコット・タイの登場は1876年になってから。パール状のネクタイピンを使用する。

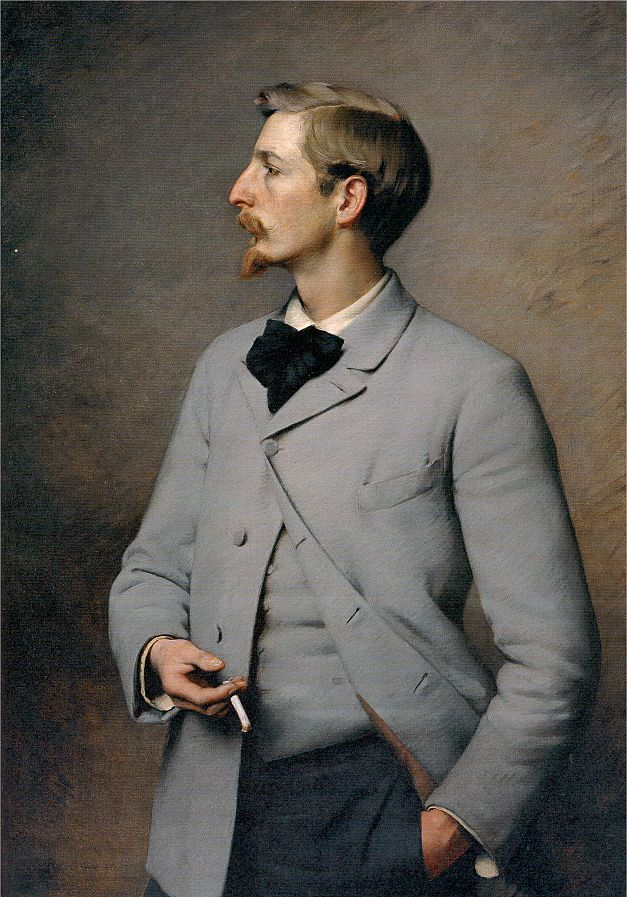
ボウタイに似せて結んだ物。

## 名称
19世紀、英国のアスコット競馬場に集まる上流階級の人々が着用していたモーニングコートやフロックコートに合わせるためのタイとして、競技場の名を取ってアスコット・タイと呼ぶようになった。明治時代、伝来した当時日本人には馴染みがなく結ぶのに時間がかかるためあらかじめ結び、首の後ろで留めるタイプのものが発明され、開いたときに『又』という漢字に似ているため又の字とも呼ばれた。このようなタイプのものは1920年代世界中に広まり、フックで留めるタイプのタイの先駆けとなった。また、スカーフ状に結んだものもアスコット・タイと呼ばれることがあるが、正式にはアスコット・スカーフ又はパフタイであり、略礼装で決してフォーマルなものではないとされる。

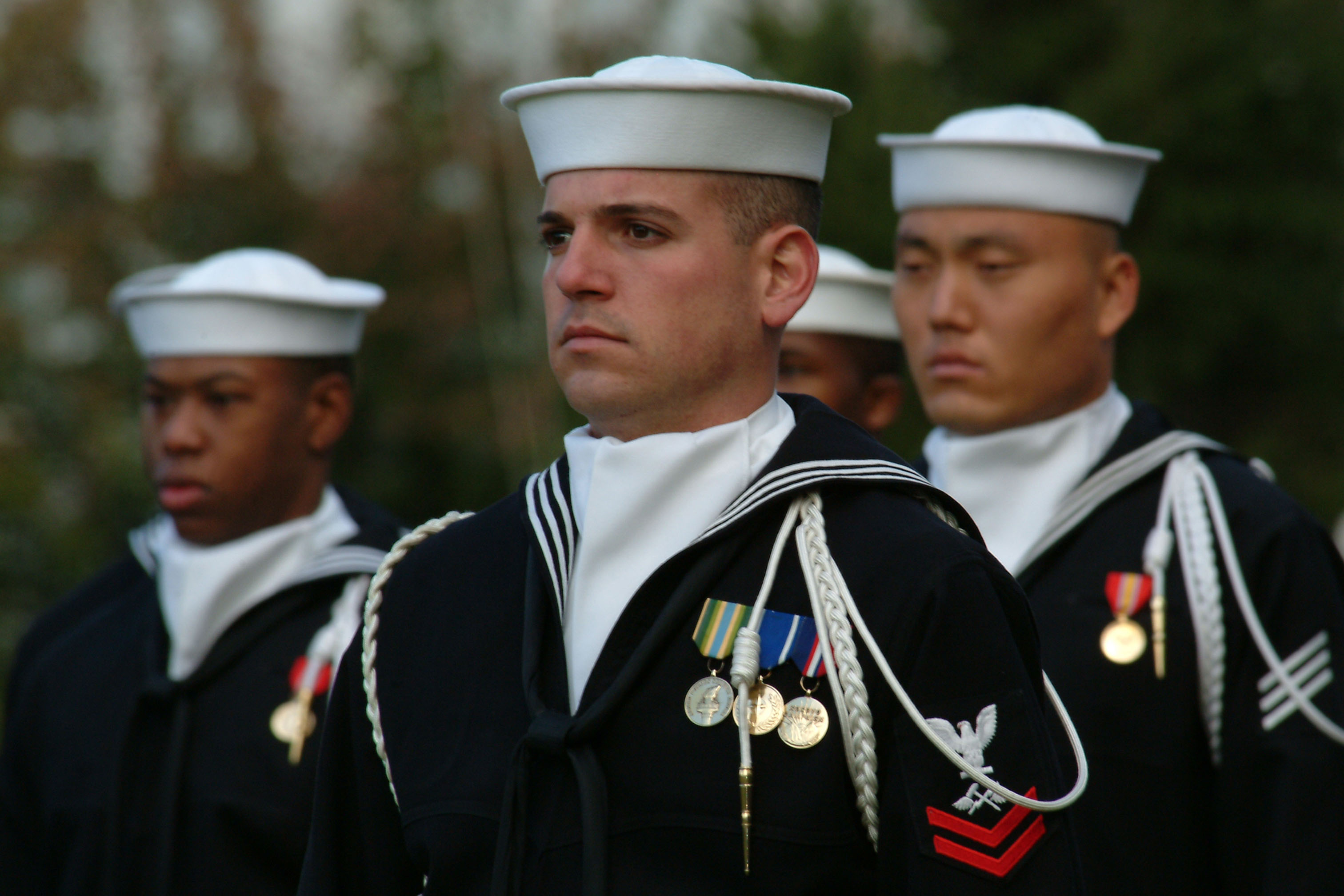
アメリカ軍のスカーフ

- 結んでいないアスコット
- 俗にアスコットタイと呼ばれるアスコットスカーフ。
- 水玉模様のついた物。フェルナンド2世
- ネクタイピン着用。

## 制服としての使用
日本ではスカーフと呼ばれるが、ボーイスカウトや軍で採用される物は海外ではアスコットタイと呼ばれることがある。